# Arsen Gitinow
Arsen Idrisowicz Gitinow, ros. Арсен Идрисович Гитинов (ur. 1 czerwca 1977 w Tłondodzie) – rosyjski i od 2008 roku kirgijski zapaśnik walczący w stylu wolnym.
Dwukrotny olimpijczyk. Reprezentował Rosję na Igrzyskach w Sydney 2000, gdzie zdobył srebrny medal w wadze do 69 kg. Od 2008 roku zawodnik Kirgistanu. Ósmy w Pekinie 2008 w wadze do 74 kg. Wojskowy mistrz świata w 2002 roku.